# Melissa Herrera
Daphne Melissa Herrera Monge (San Isidro de El General, Pérez Zeledón, 10 de octubre de 1996) es una futbolista costarricense que juega como delantera en el Olympique de Marsella de la Primera División de Francia.

## Trayectoria

### Deportivo Saprissa
Debutó en el año 2012 con el Deportivo Saprissa y obtuvo 3 títulos nacionales en los años 2012, 2014 y 2015, en esta última temporada logró el título de goleo con 45 anotaciones.

### A.D. Moravia
En enero de año 2016 firmó con A.D. Moravia, y estuvo hasta el 29 de abril de 2016 al recibir una oferta del extranjero y el equipo de Moravia no puso ninguna traba ante la posibilidad de que la jugadora se convirtiera en legionaria.

### F.C. Indiana
La jugadora dio el salto hacia el fútbol de los Estados Unidos, en la segunda división donde militó con el F.C. Indiana. Pero en junio de 2016 se desligó del equipo ya que no cumplió con algunos de los puntos pactados en el contrato.

### A.D. Moravia
La futbolista regresó al país a tras un paso fugaz en el fútbol de los Estados Unidos con su antiguo club, la Asociación Deportiva Moravia Femenino, donde ganó el campeonato 2016 de la Primera División de Costa Rica.

### Independiente Santa Fe
En enero de 2017 pasó a formar parte del Independiente de Santa Fe, donde alcanzó el título de la primera liga profesional femenina de Colombia 2017 y 5 goles en más de 20 partidos, además de participar en la Copa Libertadores.

### Stade de Reims
En julio de 2018 fue contratada por el Stade Reims, donde jugó en la segunda división francesa, y logró el ascenso a la primera división en 2019. En las dos temporadas que participó en la máxima categoría de Francia sumó 28 partidos (25 como titular), anotó 9 goles (7 en la última campaña) y 6 asistencias; además de lograr 2 premios a la mejor jugadora del mes.

### F.C. Girondins de Bordeaux
En junio de 2021 fichó con el Girondins de Bordeaux, donde tuvo la oportunidad de disputar la Champions League (jugó 3 partidos y logró 1 gol); compitiendo en ese certamen sufrió una lesión y tuvo que ser intervenida quirúrgicamente en 2021. Pese a la operación la jugadora seguía sintiendo molestias que no le permitieron competir al cien por ciento y se sometió a una nueva cirugía en 2022.

### Club Tijuana Xoloitzcuintles
En agosto de 2023 fue contratada por el Club Tijuana Xoloitzcuintles de la Primera División de México, en su primer torneo jugado con el equipo anotó 3 goles en la fase regular del campeonato y fue elegida en el once ideal de la jornada 15.

### Olympique de Marsella
Firmó un contrato con el Olympique de Marsella Primera División de Francia en julio de 2025.

## Selección nacional
Debutó con Costa Rica el 6 de marzo del 2013 ante Belice en los Juegos Centroamericanos, en Pavas, San José, Costa Rica; en ese mismo partido anotó su primer gol con la selección.
Herrera disputó la Copa Mundial Femenina de Fútbol de 2015 donde jugó los tres partidos de Costa Rica. El 13 de junio de 2015, durante el segundo partido de Costa Rica en el torneo contra Corea del Sur, logró el primero de los goles del partido, el partido terminó con un empate de 2-2.
El 6 de julio de 2023, fue convocada para el plantel de las 23 jugadoras para disputar la Copa Mundial 2023 y jugó los tres partidos de Costa Rica y anotó un gol contra Zambia.
El 9 de abril de 2024, Melissa Herrera alcanzó las 100 apariciones con la selección nacional femenina de Costa Rica en una victoria por 2-1 sobre la selección femenina de Perú.

#### Participación en categoría inferior
| Competición              | Sede   | Resultado      |
| ------------------------ | ------ | -------------- |
| Copa Mundial Sub-20 2014 | Canadá | Fase de grupos |

#### Participaciones internacionales selección absoluta
| Competición                                | Sede           | Resultado                   |
| ------------------------------------------ | -------------- | --------------------------- |
| Juegos Deportivos Centroamericanos 2013    | Costa Rica     | Campeón                     |
| Juegos Centroamericanos y del Caribe 2014  | México         | Tercer lugar                |
| Campeonato de la Concacaf 2014             | Estados Unidos | Subcampeón                  |
| Juegos Panamericanos 2015                  | Canadá         | Fase de grupos              |
| Preolímpico de la Concacaf 2016            | Estados Unidos | Semifinal                   |
| Juegos Deportivos Centroamericanos 2017    | Nicaragua      | Campeón                     |
| Juegos Centroamericanos y del Caribe 2018  | Colombia       | Subcampeón                  |
| Campeonato de la Concacaf 2018             | Estados Unidos | Fase de grupos              |
| Preolímpico de la Concacaf 2020            | Estados Unidos | Semifinal                   |
| Campeonato de la Concacaf 2022             | México         | Cuarto lugar                |
| Clasificación Copa Oro de la Concacaf 2023 | Concacaf       | Liga A Grupo C primer lugar |

#### Participaciones en Copas del Mundo
| Mundial           | Sede                    | Resultado      | Partidos | Goles |
| ----------------- | ----------------------- | -------------- | -------- | ----- |
| Copa Mundial 2015 | Canadá                  | Fase de grupos | 3        | 1     |
| Copa Mundial 2023 | Australia Nueva Zelanda | Fase de grupos | 3        | 1     |

## Clubes
| Club                         | País           | Año               |
| ---------------------------- | -------------- | ----------------- |
| Deportivo Saprissa           | Costa Rica     | 2012 - 2015       |
| A.D. Moravia                 | Costa Rica     | 2016              |
| Indiana F.C.                 | Estados Unidos | 2016              |
| A.D. Moravia                 | Costa Rica     | 2016 - 2017       |
| Independiente Santa Fe       | Colombia       | 2017 - 2018       |
| Stade de Reims               | Francia        | 2018 - 2021       |
| F.C. Girondins de Bordeaux   | Francia        | 2021 - 2023       |
| Club Tijuana Xoloitzcuintles | México         | 2023 - 2025       |
| Olympique de Marsella        | Francia        | 2025 - actualidad |

## Palmarés

### Títulos nacionales
| Título                         | Club                   | País       | Año  |
| ------------------------------ | ---------------------- | ---------- | ---- |
| Primera División de Costa Rica | Deportivo Saprissa     | Costa Rica | 2012 |
| Primera División de Costa Rica | Deportivo Saprissa     | Costa Rica | 2014 |
| Primera División de Costa Rica | Deportivo Saprissa     | Costa Rica | 2015 |
| Primera División de Costa Rica | A. D. Moravia          | Costa Rica | 2016 |
| Primera División de Colombia   | Independiente Santa Fe | Colombia   | 2017 |
| Segunda División de Francia    | Stade de Reims         | Francia    | 2019 |

### Títulos internacionales
| Título                             | Equipo                  | Sede       | Año  |
| ---------------------------------- | ----------------------- | ---------- | ---- |
| Juegos Deportivos Centroamericanos | Selección de Costa Rica | Costa Rica | 2013 |
| Juegos Deportivos Centroamericanos | Selección de Costa Rica | Nicaragua  | 2017 |

### Distinciones individuales
| Distinción | Año  |
| --- | ---- |
| Máxima goleadora de la Primera División de Costa Rica (45 goles)                                                                            | 2015 |
| Mejor jugadora del mes de marzo del Campeonato de Francia Femenino de Fútbol 2020-2021 de la Division 1                                     | 2021 |
| Mejor jugadora del mes de abril del Campeonato de Francia Femenino de Fútbol 2020-2021 de la Division 1                                     | 2021 |
| Mejor once de Concacaf en la Copa Mundial de 2023                                                                                           | 2023 |
| Mejor once de setiembre de la Liga A en la Clasificación para la Copa Oro Femenina de la Concacaf de 2024                                   | 2023 |
| Once ideal de la jornada 15 del Torneo Apertura 2023 de la Primera División Femenil de México                                               | 2023 |
| Mejor once de noviembre de la Liga A en la Clasificación para la Copa Oro Femenina de la Concacaf de 2024                                   | 2023 |
| Once Ideal del Equipo Femenino de la CONCACAF para el año 2023 de la Federación Internacional de Historia y Estadística del Fútbol (IFFHS). | 2023 |